# آئرومکزیکو

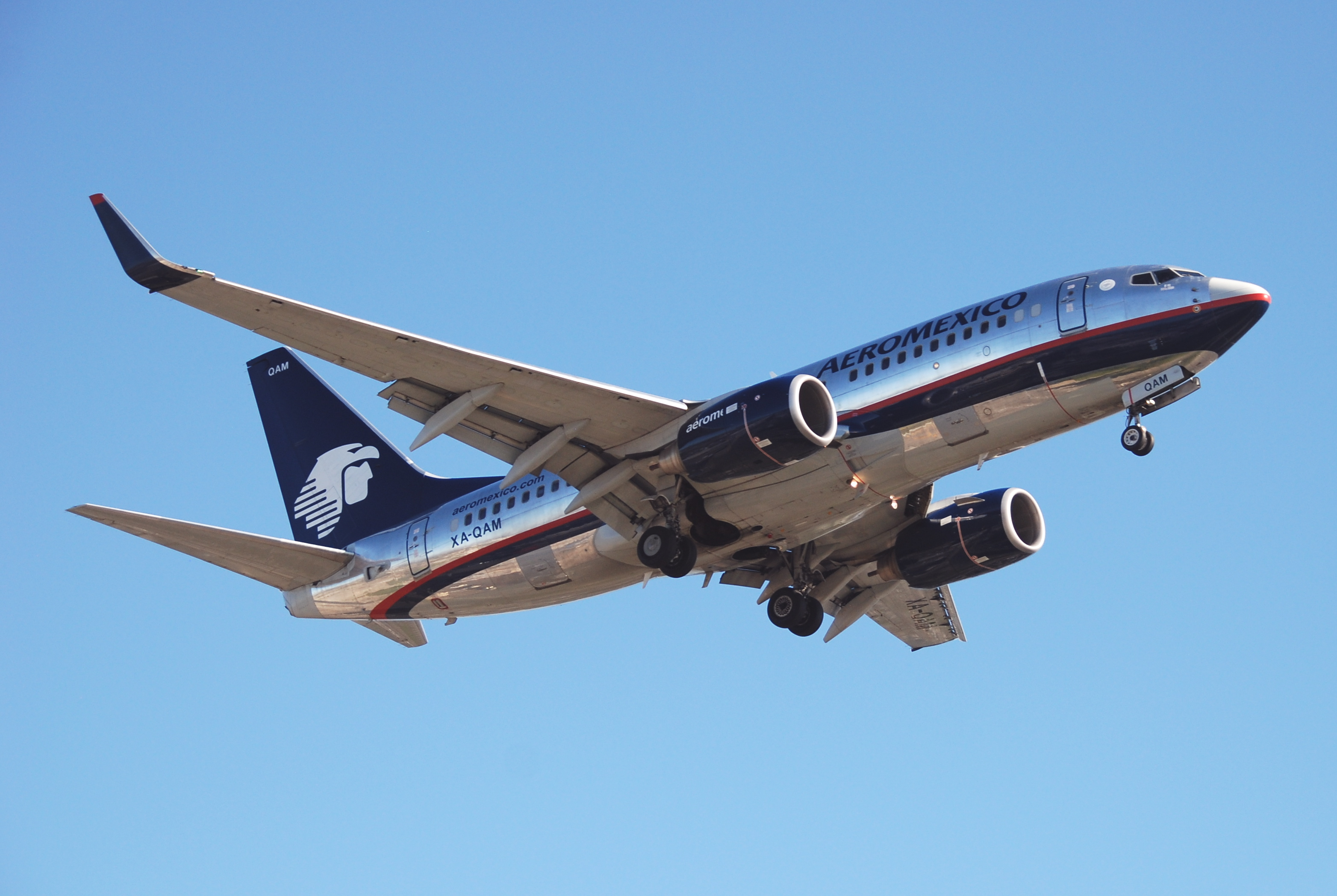
هواپیمای بوئینگ ۷۳۷ متعلق به آئرومکزیکو

آئرومکزیکو، (به اسپانیایی: AeroMéxico) شرکت هواپیمایی حامل پرچم کشور مکزیک است که در سال ۱۹۳۴ توسط آنتونیو دیاز لومباردو راه‌اندازی شد.
شرکت آئرومکزیکو هم‌اکنون دارای ناوگانی از ۶۳ فروند هواپیمای جت مسافربری است، که به‌صورت روزانه به ۵۸ مقصد در آمریکای شمالی، آمریکای جنوبی، آمریکای مرکزی، کارائیب، آسیا و اروپا پروازهای مستقیم دارد.
دفتر مرکزی این شرکت در شهر مکزیکو سیتی قرار دارد و فرودگاه بین‌المللی مکزیکو سیتی، فرودگاه بین‌المللی کانکون، کینتانا رو، فرودگاه بین‌المللی دن میگوئل هیدالگو وای کوستیا و فرودگاه بین‌المللی ژنرال ماریانو اسکبیدو، قطب‌های این شرکت هواپیمایی به‌شمار می‌آیند.
شرکت آئرومکزیکو به‌همراه خطوط هوایی ایر فرانس، دلتا ایرلاینز و هواپیمایی کره، به‌عنوان چهار عضو مؤسس اتحاد اسکای‌تیم محسوب می‌شوند.

## مقصدهای پروازی

### قرارداد نماد مشترک
آئرومکزیکو با شرکت‌های هواپیمایی عضو اسکای‌تیم قرارداد نماد مشترک دارد:
- ایر اروپا
- ایر فرانس
- آلایتالیا
- چک ایرلاینز
- دلتا ایرلاینز
- گارودا ایندونزیا
- کی‌ال‌ام
- هواپیمایی کره

همچنین با شرکت‌های زیر:
- Aeromar
- آلاسکا ایرلاینز
- اویانکا
- اویانکا السالوادور
- کوپا ایرلاینز
- گول ایر ترانسپورت
- خطوط هوایی ژاپن
- لان ایرلاینز
- تام ایرلاینز

## ناوگان
ناوگان هوایی آئرومکزیکو به شرح زیر است (اوت ۲۰۱۵):

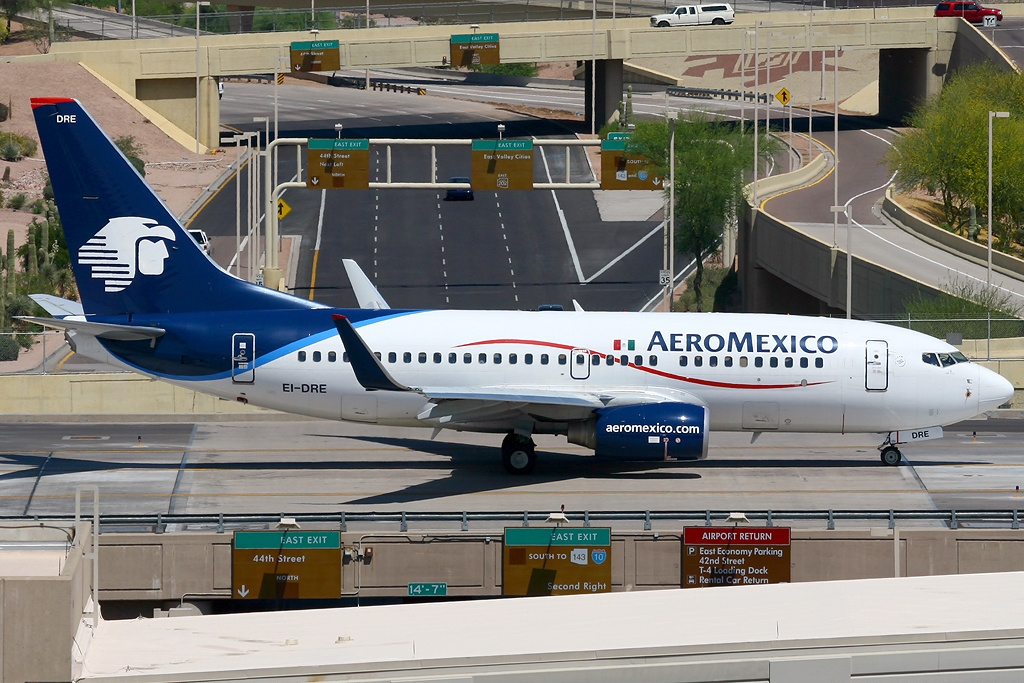
یک فروند بوئینگ ۷۳۷ نسل بعدی در فرودگاه بین‌المللی فینکس اسکای هاربر.
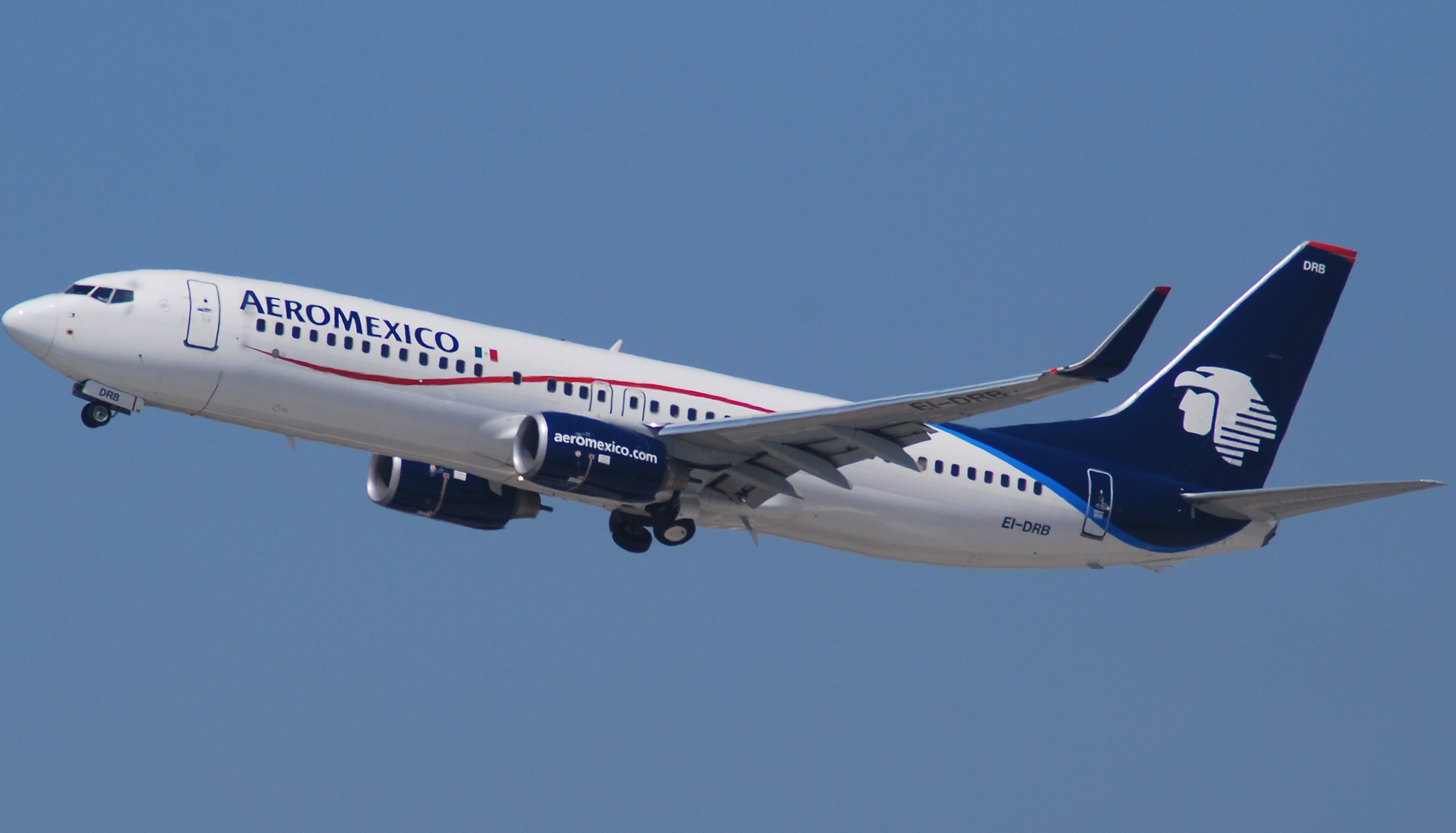
یک فروند بوئینگ ۷۳۷ نسل بعدی.
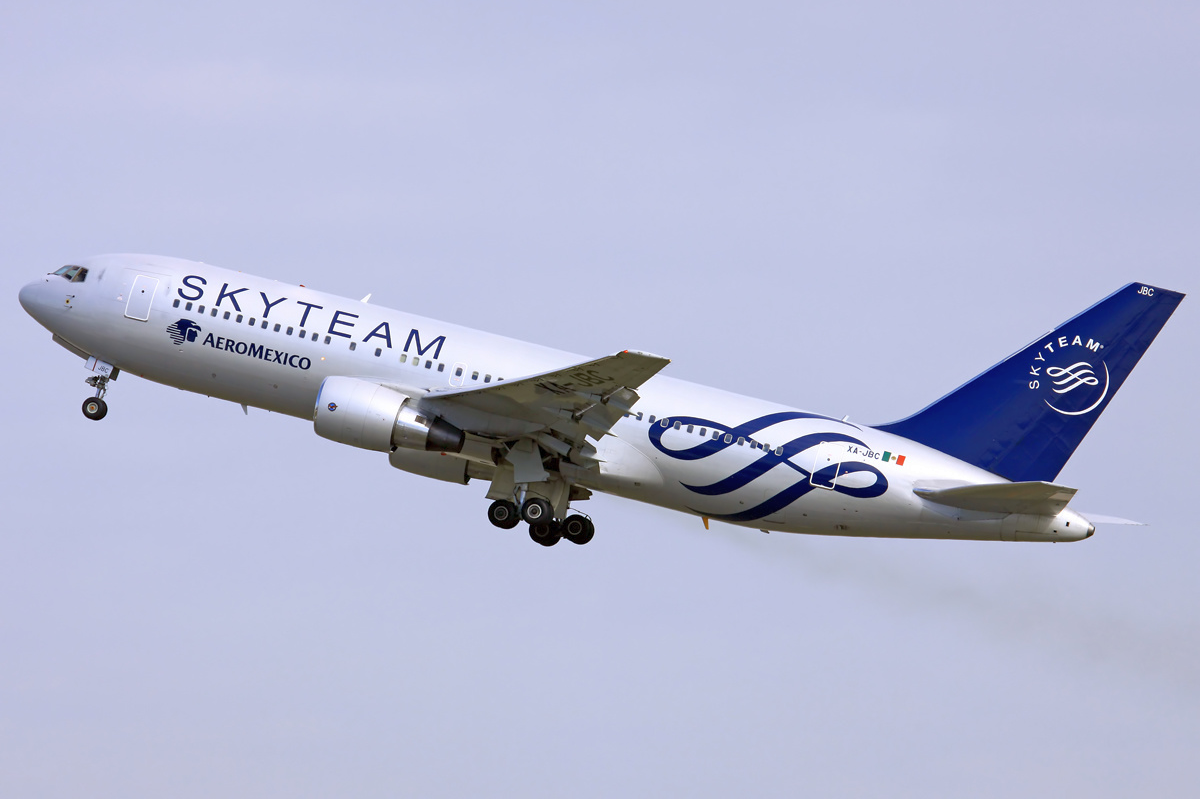
یک فروند بوئینگ ۷۶۷ در فرودگاه شارل دوگل پاریس.
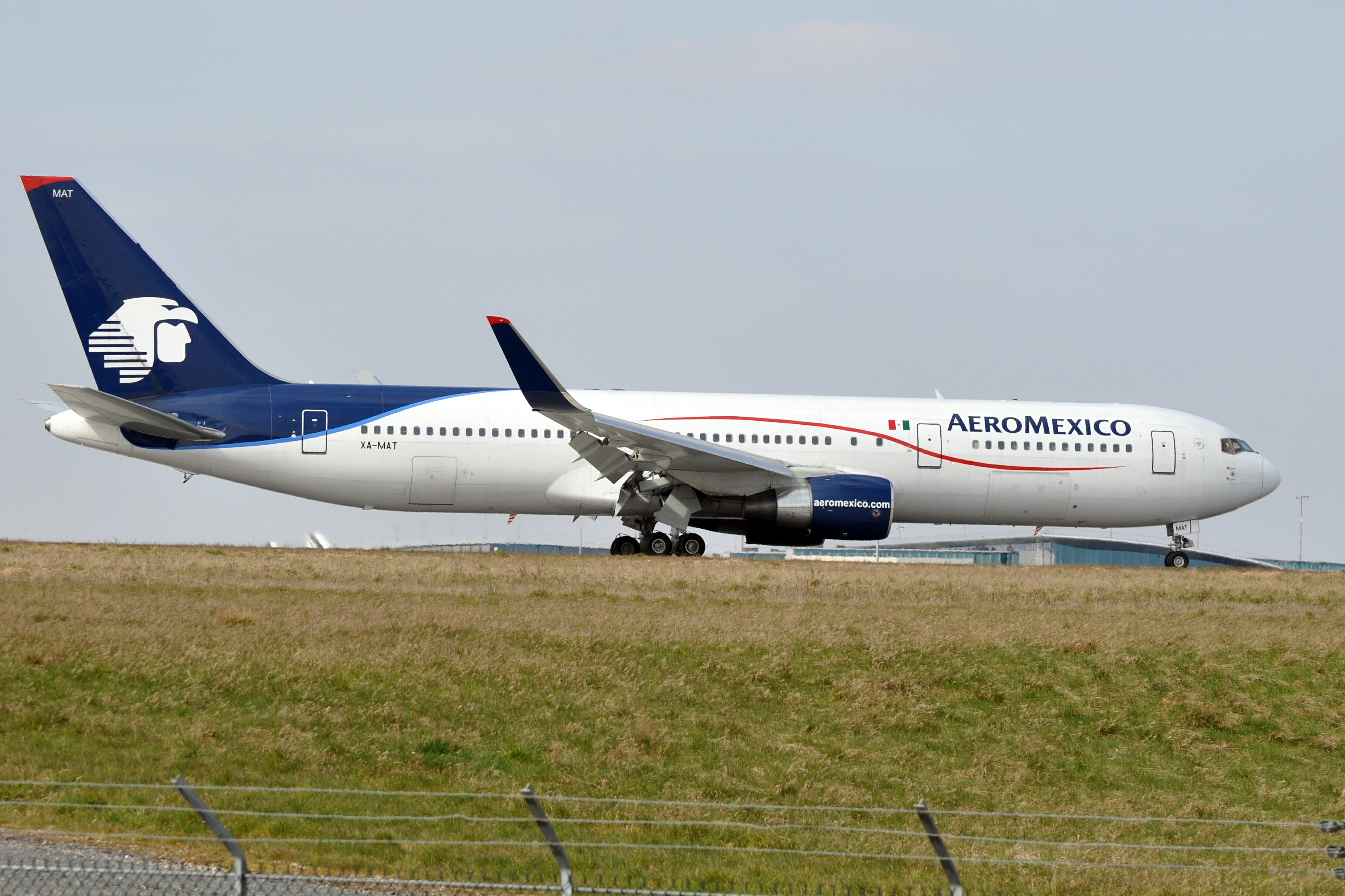
یک فروند بوئینگ ۷۶۷.
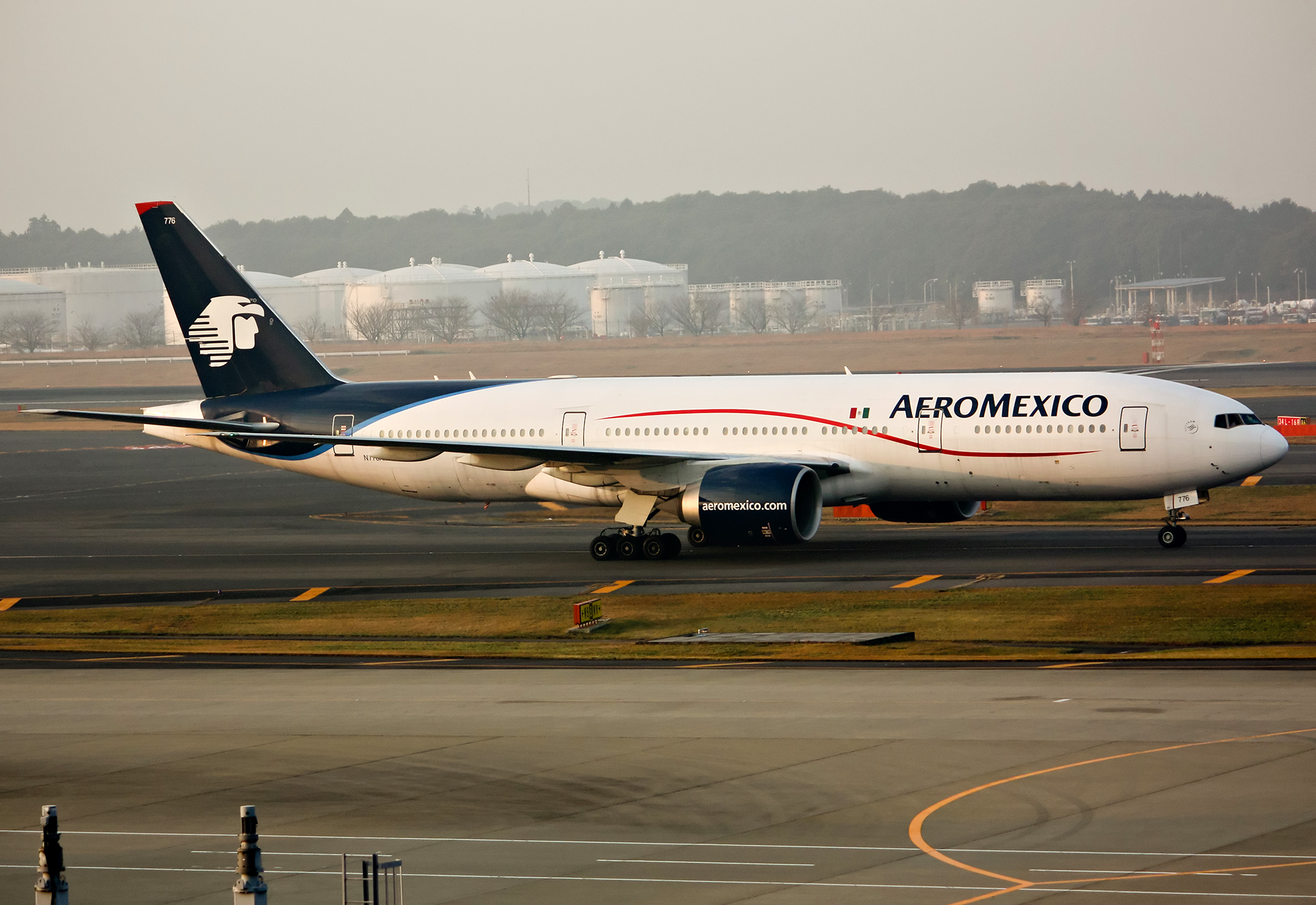
یک فروند بوئینگ ۷۷۷ در فرودگاه بین‌المللی ناریتا.
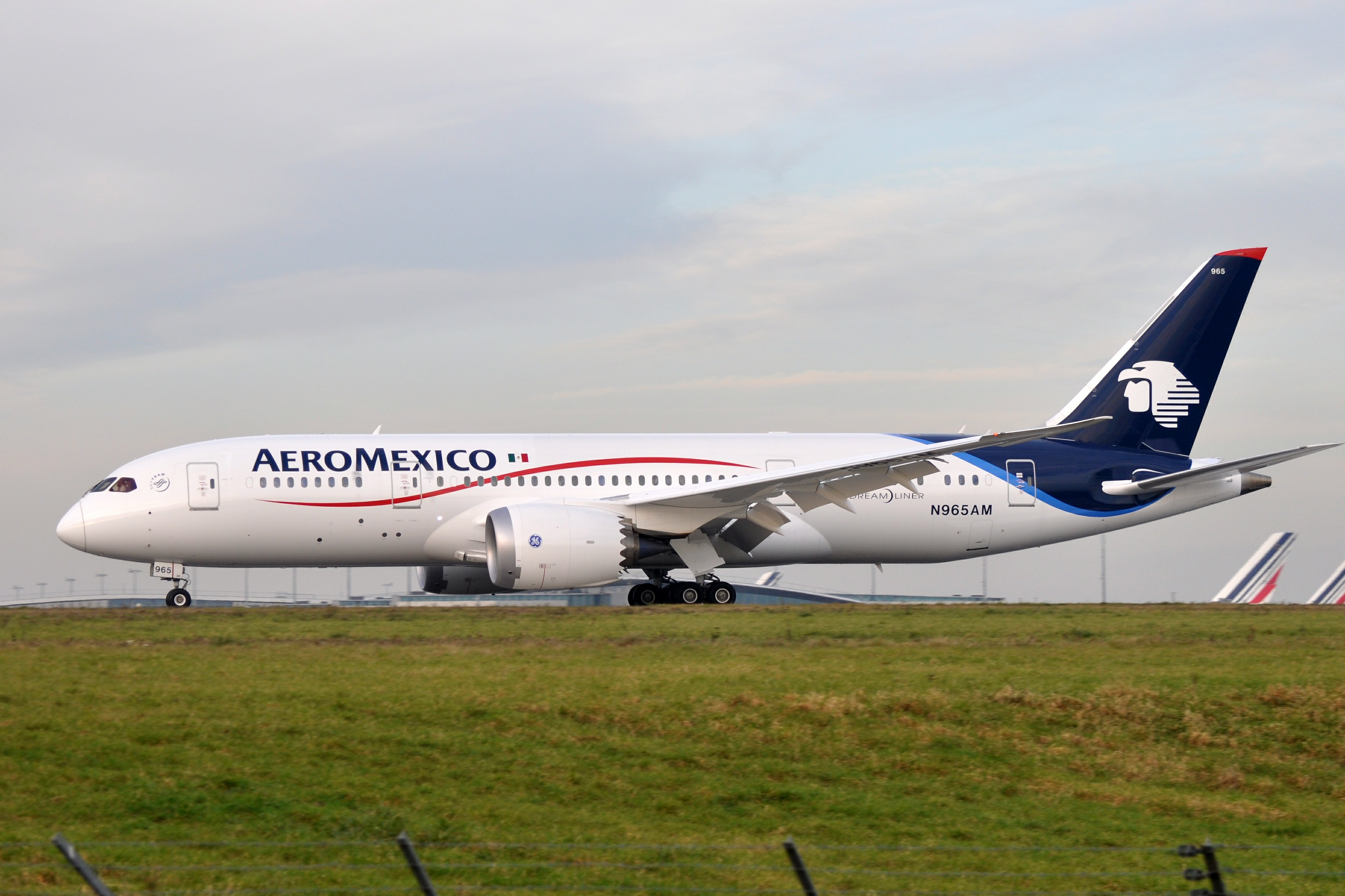
یک فروند بوئینگ ۷۸۷ دریم‌لاینر در فرودگاه شارل دوگل پاریس.

### ناوگان بازنشسته
| - Stinson SR Reliant - Travel Air - Bellanca Pacemaker - Beechcraft 17 Staggerwing - آورو انسون - بوئینگ ۲۴۷D - لاکهید کونستلیشن - بریستول بریتانیا - Convair 340 - داگلاس دی‌سی-۳ - داگلاس دی‌سی-۴ - داگلاس دی‌سی-۶ | - داگلاس دی‌سی-۸ - مک‌دانل داگلاس دی‌سی-۹ - مک‌دانل داگلاس دی‌سی-۹ - مک‌دانل داگلاس دی‌سی-۱۰ - مک‌دانل داگلاس دی‌سی-۱۰ - مک‌دانل داگلاس ام‌دی-۸۰ - مک‌دانل داگلاس ام‌دی-۸۰ - مک‌دانل داگلاس ام‌دی-۸۰ - مک‌دانل داگلاس ام‌دی-۸۰ - بوئینگ ۷۵۷ - بوئینگ ۷۶۷ - بوئینگ ۷۶۷ |